# Artur Skripkin
Artur Skripkin –en ruso, Артур Скрипкин– (1968) es un deportista ruso que compitió en halterofilia. Ganó una medalla de bronce en el Campeonato Europeo de Halterofilia de 1994, en la categoría de +108 kg.

## Palmarés internacional
| Campeonato Europeo | Campeonato Europeo        | Campeonato Europeo | Campeonato Europeo |
| Año                | Lugar                     | Medalla            | Categoría          |
| ------------------ | ------------------------- | ------------------ | ------------------ |
| 1994               | Sokolov (República Checa) | Medalla de bronce  | +108 kg            |